# Černá věž (České Budějovice)
Černá věž je známá stavba ze 16. století v centru Českých Budějovic u katedrály svatého Mikuláše. Dnes je oblíbenou turistickou atrakcí, která je v sezóně zpřístupněna veřejnosti a poskytuje výhled především na centrum města.

## Historie
Rozhodnutí o stavbě věže, která měla sloužit jako strážná a hlásná věž, zvonice a v neposlední řadě jako symbol bohatství města, schválila českobudějovická městská rada v roce 1547 a ihned byly zahájeny přípravné práce. Vzhledem k nepříznivým hydrologickým poměrům v podloží musela být půda před položením základů zpevněna dubovými pilotami. Výstavba proběhla v letech 1549–1577. Základní kámen byl položen v roce 1550. Během výstavby byla postupně uváděna jména několika místních stavitelů – Hans Spatz, Lorenc, Vincenc Vogarelli. V roce 1573 byly zavěšeny první zvony. V roce 1606 byla věž dodatečně vybavena hodinami.
Věž prodělala několik větších i menších rekonstrukcí a oprav, poslední generální rekonstrukce proběhla v letech 1982–1985. V roce 1993 byl u Černé věže obnoven pomník Jana Valeriána Jirsíka.

## Původ jména
Traduje se, že označení věže souvisí s velkým požárem Českých Budějovic v roce 1641, při kterém měl povrch kamenných kvádrů zčernat. Ve skutečnosti se označení Černá věž začalo objevovat až kolem roku 1890. Právě v 19. století opadaly poslední zbytky malované omítky a povrch kamenů zčernal, pravděpodobně v důsledku znečištění ovzduší rozvojem průmyslu a spalováním uhlí.

## Orloj
V 17. století byl pod ciferník, umístěný na jižní straně věže, přidán ukazatel měsíčních fází, tzv. malý orloj, budějovickými nazývaný Mondšajn. Má podobu koule o průměru 60 centimetrů, jehož polovina je natřená zlatě, druhá černě. Jednou za 29,531 dne se otočí kolem své osy, k čemuž využívá pohon hlavního hodinového stroje. Roku 1687 jej opravoval mědikovec Jeremiáš Greillinger a malíř Karel Bonanella obnovil povrchový nátěr: Jedna polovina byla zlatá, druhá modrá se zlatými hvězdami. V roce 1692 věžný upozornil na zpožďování hodin v důsledku orloje, takže musela být provedena další oprava. Od roku 1892 byl porouchán a až dne 14. 4. 1985 jej zprovoznil Karel Hebík. Z této opravy pochází také současný zlato-černý nátěr.

## Popis věže
Věž má čtvercový půdorys o délce strany 11,6 m a je vysoká 71,9 m. Stěny jsou u základů silnější (3,1 metru), se vzrůstající výškou se zužují (ve výši ochozu jsou mají už mírně pod dva metry). Její interiér je rozčleněn na 9 podlaží. V 9. patře věže byl původně byt pro věžného a jeho rodinu. Na jeho úrovni se nachází ochoz, který nese římsu střešní báně. Do výšky pátého patra byla vystavěna v gotickém slohu, od šestého patra po báň pak převládá sloh renesanční.

## Zvony

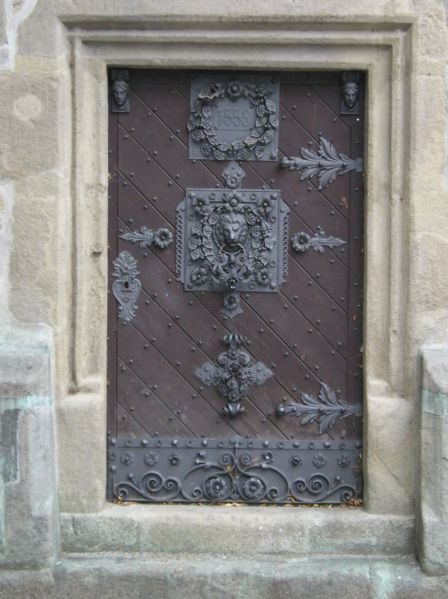
Původní dveře z roku 1558 v patě Černé věže na její východní straně

Věž je vybavena celkem 7 zvony (v 6. a 7. podlaží a v báni) a dvěma cymbály Podle stáří jsou to:

### Stříbrný
Tón fis, ulit v roce 1630 Vojtěchem Arnoldem. Míry: spodní průměr 1,02 m; výška 0,9 m. Nápisy na zvonu jsou latinské a německé:
REX GLORIAE // VENI NOBIS CVM PACE // MDCXXX. ADALBERTVS ARNOLD HAT MICH GEGO(SEN).
MARIA // HILF MIR VON NOT // O MARIA

### Maria
Tón E, ulit roku 1684 Paulem Haagem z Českých Budějovic. Míry: spodní průměr 0,64 m; výška 0,54 m. Latinsko-německý nápis na zvonu:
SANCTA MARIA ORA PRO NOBIS GOS MICH PAVL HAG IN PVDWE AN(N)O 1684

### Umíráček
Tón A, ulit Silviem Kreuzem z Lince v roce 1705. Míry: spodní průměr 0,45 m; výška 0,35 m. Německé nápisy na zvonu:
MARIA IOSEPH S: BARBARA REIN // SOLLEN ALLEN STERBENDEN GNEDIG VND PARMHERRZIG SEIN // SILVIVS CRVCE GOSS MICH IN PVDWEIS ANNO 1705

PALTH: FRA: MARDETSCHLEGER K: K: M: V: A: ZEIG-WART VND // DES: E: ANNA BAR: ROS: HABEN MICH MACHEN LASSEN ANNO 1705

### Bumerin
Tón A, ulit roku 1723 Silviem Kreuzem z Lince. Míry: spodní průměr 1,82 m; hloubka 1,34 m. Jedná se o největší ze zvonů ve věži, jeho hmotnost je asi 3,5 t. Byl odlit ze stejnojmenného zvonu původně visícího v kostele sv. Mikuláše (asi 4,5 t, odlit 1507). Latinské nápisy na zvonu:
HOC OPVS DEO B: V: MARIAE SS: NICOLAO AVRATIANO DONATO IN HONOREM FABRIPARATVM DEPELLAT LONGE FVLMINA // BELLA LVEM VERVM CARO FACTVM IESVS NAZARENVS REX IVDAEORVM ANNO MDCCXXIII SYLVIVS KREYTZ LINCENSIS ME FVDIT

### Oktava
Tón A, odlit v roce 1724 Silviem Kreuzem z Lince. Míry: spodní průměr 0,91 m; výška 0,75 m. Latinské nápisy na zvonu:
+ SIVIVS CREVZ GOSS MICH IN LINZ ANNO 1723

HONORI // ET // VENERATIONI // DIVIS // CAROLO ELISABETHAE // ET // MARGARETHAE // IN // ANNO ISTO // FVSA

### Marta
Tón cis, odlit v roce 1723 Silviem Kreuzem z Lince. Míry: spodní průměr 1,45 m; hloubka 1,02 m. Latinské nápisy na zvonu:
+ SANCTE DEVS SANCTE FORTIS SANCTE IMMORTALIS MISERE NOBIS + SYLVIVS KREYZ LINCENSIS ME FVDIT

S. VITVS.

+ QVINTA ET OCTAVA SEPTEMBRIS + DEO VERO LAVS ET GLORIA + CAROLVS SEXTVS TER AVGVSTVS CVM ELEGIA CONIVGE SVA ELISABETHA LEGIA PROLE GRAVIDA CORONANTVR PRAGAE

### Budvar
Tón E, odlit v roce 1995 Rudolfem Pernerem z Pasova. Míry: spodní průměr 1,2 m; hloubka 0,9 m. Česko-německé nápisy na zvonu:
1895 1995

1265 – 1995 // 730 LET

DEJ BŮH ŠTĚSTÍ (v pivovarnickém znaku)

ČESKÉ BUDĚJOVICE // P 1995 // RUDOLF // PERNER // PASSAU
13. prosince 2021 oznámilo město České Budějovice odkoupení zvonu Budvar od společnosti Budvar za částku 33 500 Kč + DPH a ukončení nájemní smlouvy na 5. patro Černé věže, kde je zvon zavěšen.

## Návštěvnost
| Rok  | Počet návštěvníků |
| ---- | ----------------- |
| 2015 | 30 079            |
| 2016 | 30 802            |
| 2017 | 26 152            |
| 2018 | 34 390            |
| 2019 | 32 600            |

## Pověsti

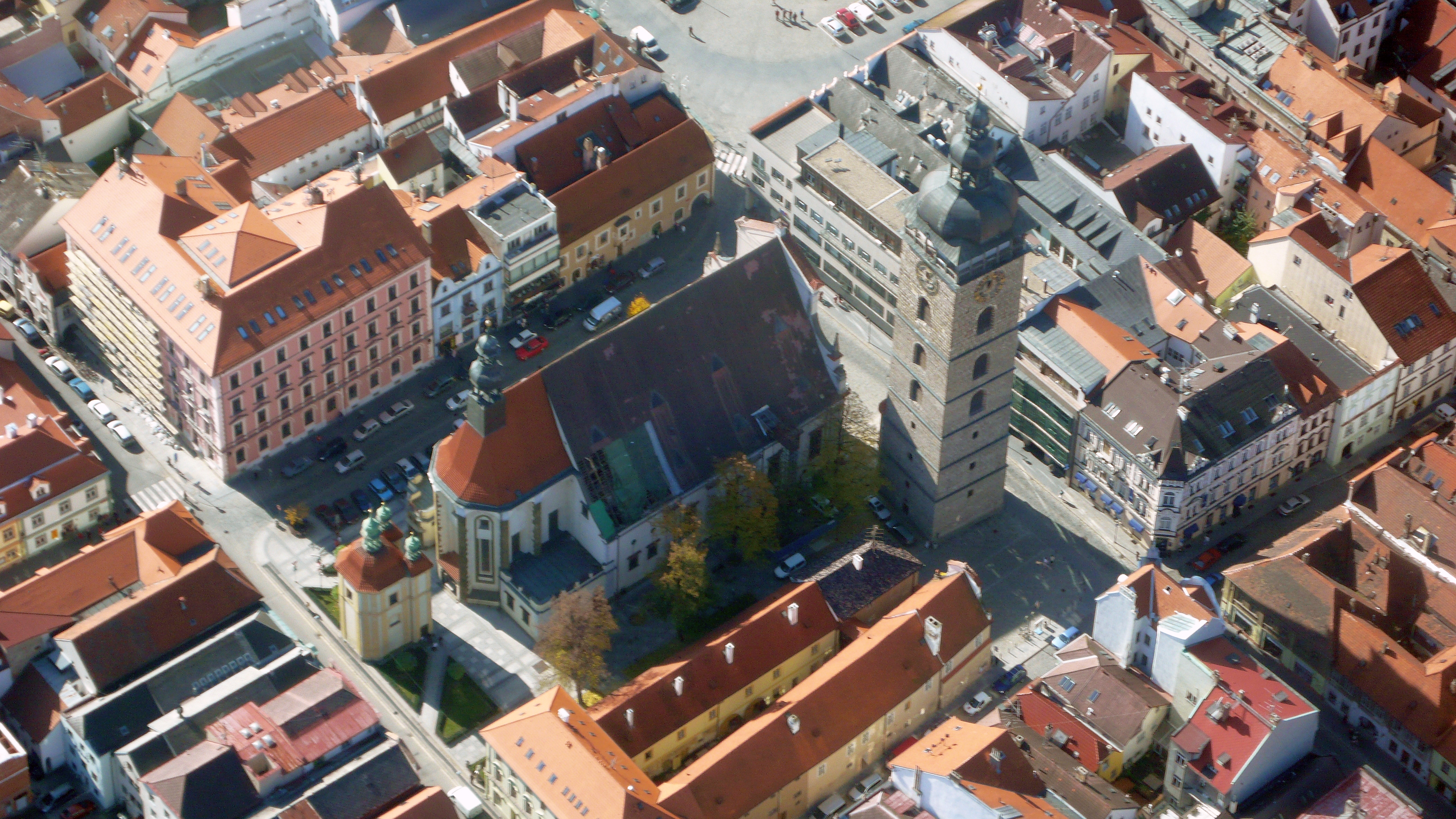
Letecký pohled na katedrálu s věží

Zvon Bumerin (též lidově Pumerin) původně patřil městu Rudolfovu, avšak při sporu místních horníků s Budějovicemi byl Rudolfovu zabaven místní kostel. Rozhořčení horníci chtěli zachránit alespoň svůj zvon, a tak ho zakopali do země. Později však už to místo nedokázali najít a zvon byl ztracen. O mnoho let později byl zvon vyhrabán zaběhlým vepřem na Sviní louce u obce Lišov. Pasáček vepřů zvon vykopal a daroval jej svému městu. Avšak pro lišovskou věž byl příliš těžký, a tak jej radní prodali Budějovicím. Ti museli vysázet dukáty po celé cestě z Budějovic až do Lišova. Lišovští si za to koupili tři malé zvony a ještě jim zbylo. Protože byl zvon tak drahý, při zvonění z něj prý létají zlaťáky. Spatřit je však může jen člověk zdaleka, neboť symbolizují bohatství města.
O umíráčku se vypravuje, že věžnému se nechtělo stoupat do vyšších pater věže pokaždé, když bylo třeba zvonit zemřelému. Proto si ke zvonové hlavě přivázal dlouhý řemen, který dosahoval až k jeho bytu na věži. Aby měl zvonění snazší, prý mu přitom pomáhá kostlivec, který na zvonu sedí. Kostlivce však mohou spatřit pouze děti, přesto není radno hledět na rozhoupaný umíráček.